# Tschick (novel·la)
Tschick és una novel·la de Wolfang Herrndorf editada per Rohwolt Verlag el 2010.
La història es basa en la inesperada amistat entre un adolescent de catorze anys provinent d'un entorn burgès i un jove migrant rus arribat a Alemanya amb l'onada migratòria dels 90 després del col·lapse de la URSS. L'any 2011, la novel·la va obtenir el Deutscher Jugendliteraturpreis (premi de literatura juvenil alemanya) i el Clemens-Brentano-Preis, i l'any 2012 se li va atorgar el Hans-Fallada-Preis. El llibre està editat a 25 països i només a Alemanya se'n va vendre més de 2 milions d'exemplars fins al setembre de 2016.

## Motivació de l'obra
Quant a les raons per les què va concebre "Tschick" com a novel·la juvenil, Herrndorf responia de la manera següent en una entrevista amb el diari alemany FAZ:
«Vers l'any 2004, vaig decidir tornar a llegir els llibres de la meva infantesa i joventut: "El senyor de les mosques", "Huckleberry Finn", "Arthur Gordon Pym" i "Pik reist nach Amerika", entre d'altres. Volia descobrir si aquests llibres eran tan bons com jo els recordava, però també volia esbrinar quin tipus de persona havia estat el meu jo de dotze anys. I en aquest procés vaig identificar tres trets comuns d'aquelles històries preferides: ràpida eliminació de les persones de referència adultes, un gran viatge, una gran massa d'aigua. I em vaig preguntar com podia unir tots tres elements en una novel·la juvenil més o menys realista. Navegar Elba avall fent servir un raig em va semblar ridícul; dos adolescents fugitius enrolats en un vaixell a l'Alemanya del segle XXI: quina bajanada. Només amb el cotxe se'm va acudir alguna cosa. Dos adolescents roben un cotxe. Faltava l'aigua, però, al meu cap, l'argument ja s'hi havia forjat en qüestió de minuts.»

## Argument
En Maik Klingenberg és un adolescent de 14 anys provinent d'una família benestant però completament desestructurada, amb una mare malalta i un pare violent. Viu a Marzahn, un barri del Berlín Est, on també va a l'institut. En Maik està molt marginat a la seva classe i és per això que, a l'inici de les vacances d'estiu, no el conviden a la festa d'aniversari de la Tatjana Cosic, bellesa oficial de la classe i amor secret d'en Maik. El consideren massa avorrit. Una de les poques vegades en què aconsegueix cridar l'atenció és el moment en què, enmig de la classe, llegeix una sincera i afectiva redacció sobre la seva mare, una persona amb greus problemes d'alcoholisme. El professor hi reacciona horroritzat, la resta de la classe se'n riu i bategen en Maik amb el malnom de Psycho. Ningú no entén com es pot arribar a escriure d'una manera tan crua sobre la seva pròpia mare.
El nouvingut de la classe, en Tschick (el nom sencer del qual és, en realitat, Andrej Tschichatschow), també és marginat per la resta de companys. I tampoc el conviden a la festa de la Tatjana. Maik, que conserva l'esperança d'anar-hi fins a l'últim dia, dibuixa un pòster de la Beyoncé concebut com a regal per a la Tatjana. Tanmateix, l'últim dia de curs arriba sense que el convidin. A més, resulta que la seva mare haurà de passar l'estiu a la clínica de desintoxicació i el seu pare vol aprofitar-se'n per marxar de vacances amb la seva secretària, de manera que en Maik haurà d'estiuejar tot sol. Aleshores apareix en Tschick amb un Lada Niva blau cel atrotinat que acaba de robar i li proposa a en Maik d'anar-se'n plegats a la cerca del seu avi, que viu a Valàquia. Encara que cap dels dos no sap com anar-hi i el pla no sembla gaire factible, en Maik s'hi mostra d'acord i així comença un viatge per camins desconeguts. Abans d'endinsar-se en el viatge, però, s'aturen a la festa de la Tatjana, on en Tschick convenç en Maik per donar-li el pòster a la Tatjana, que rep el regal enmig d'una gran expectació. En Tschick i en Maik abandonen la festa i deixen enrere un grup d'adolescents incrèduls.
Tot un seguit d'aventures porten els personatges a través de camps i boscos de l'Alemanya de l'Est. En una de les seves peripècies, buscant carburant però amb el greu problema de no poder proveir-se'n ells mateixos (ja que són menors d'edat), troben l'Isa, una estranya noia que viatja tota sola i vol arribar a Praga per visitar-hi la seva germana.
L'aventura acaba amb un accident de cotxe i la corresponent intervenció de la policia. En un moment dramàtic, Tschick confessa a en Maik que és homosexual, tot i que en Maik no és gens el seu tipus. La policia s'ocupa dels dos adolescents, que són enviats a Berlín, sotmesos a judici i castigats per les seves accions: en Maik ha de fer treballs per a la comunitat i en Tschick passarà una llarga temporada a un centre de menors.
L'inici del següent any escolar clou la novel·la i reprèn motius del començament. Ara, la Tatjana s'interessa per les espectaculars aventures estiuenques d'en Maik, que tothom acabarà coneixent a la classe, en Tschick torna a veure en Maik després de quatre semanes de detenció sense visites al centre de menors i el violent pare d'en Maik abandona la família, aquest cop de debò.

## Narrador
En Maik narra la història en primera persona, tot començant amb l'episodi de la policia per reprendre la narració amb un salt enrere. Aquest flash-back ocupa la major part de la novel·la, narrada amb un estil de roadmovie.